# Zulma Gasparini
Zulma Nélida Brandoni de Gasparini (La Plata, 15 mei 1944) is een Argentijnse paleontoloog en zoöloog. Ze staat bekend om het ontdekken van de fossielen van de dinosauriër Gasparinisaura, die naar haar is vernoemd.

## Biografie
Zulma Brandoni de Gasparini studeerde in 1966 af in de zoölogie aan de Nationale Universiteit van La Plata en promoveerde in 1973 in de natuurwetenschappen. Ze werd in de jaren 1990 internationaal erkend voor het leiden van het team dat de Gasparinisaura ontdekte. Ze is een erkend expert in reptielen uit het Mesozoïcum van Zuid-Amerika. In 1972 begon ze haar wetenschappelijke loopbaan bij het CONICET, waar ze in 2003 werd gepromoveerd tot de graad van Superior Researcher. Ze is vandaag hoogleraar paleontologie van gewervelde dieren aan de Nationale Universiteit van La Plata.

## Onderscheidingen
Brandoni de Gasparini kreeg onder meer de prijs Bernardo Houssay van de CONICET (1987), de prijs voor verdienste van de Argentijnse Paleontologische Vereniging (2001) en de prijs Florentino Ameghino van de National Academy of Exact and Natural Sciences (2002). In 2013 ontving ze de Prijs Pellegrino Strobel.